# Otto Benndorf
Otto Benndorf (13 septembre 1838 à Greiz, Principauté Reuss branche aînée - 2 janvier 1907 à Vienne) est un archéologue classique allemand et le fondateur de l'Österreichisches Archäologisches Institut (Institut archéologique autrichien).

## Biographie
Fils de commerçants protestants de Greiz, en Thuringe, Otto Benndorf eut une éducation stricte qui le destinait à être pasteur. Il commença par suivre des études de théologie à la faculté d'Erlangen avant d'opter pour l'histoire de l'art à l'université de Bonn. Des bourses lui permettent entre 1864 et 1868 d'effectuer un séjour décisif pour sa vocation dans le Sud de la France, en Italie et en Grèce. Il passe ensuite un doctorat d'archéologie et d'histoire à l'université de Göttingen, où il épouse Sophie Wagner, la sœur du grand économiste Adolph Wagner. Ils ont trois enfants, Hans, Else et Nelly.
En 1869, il devient le premier professeur d'archéologie classique à l'université de Zurich et le reste jusqu'en 1871. Il enseigne ensuite de 1872 à 1877 à l'université Charles de Prague. En 1875, il participe à la seconde expédition autrichienne à Sanctuaire des Grands Dieux de Samothrace, sous la houlette d'Alexander Conze. Il succède à ce dernier en 1877 à la chaire de l'université de Vienne. En tant que directeur du séminaire d'archéologie et d'épigraphie, il organise plusieurs missions scientifiques en Asie Mineure, notamment en 1881 et 1882.
En 1895, il lance les fouilles d'Éphèse qui restent depuis le premier grand chantier archéologique autrichien en Asie Mineure. Parallèlement, il préside à la création en 1898 de l'Institut archéologique autrichien, dont il prend la direction.
En 1905, il tombe gravement malade lors d'un dernier voyage en Asie Mineure, et meurt en 1907 des suites d'une attaque cérébrale.
Il était membre correspondant de l'Académie roumaine.

## Œuvres
- Das Heroon von Gjölbaschi-Trysa (zusammen mit G. Niemann). - Holzhausen, Vienne, 1889 ;
- Die Metopen von Selinunt. Guttentag, Berlin 1867 ;
- Neue archäologische Untersuchungen auf Samothrake (zusammen mit Alexander Conze und Alois Hauser). 2 Bände. Gerold, Vienne, 1880 ;
- Reisen im südwestlichen Kleinasien (zusammen mit G. Niemann). Vienne, 1884-1898; Nachdruck Codex-Verl., Gundholzen 1975 ;